# Европско првенство у атлетици на отвореном 2018 — 110 метара препоне за мушкарце
Такмичење у трци на 110 метара са препонама у мушкој конкуренцији на Европском првенству у атлетици 2018. у Берлину одржано је 9. и 10. а на Олимпијском стадиону.
Титулу освојену у Амстердаму 2016 није бранио Димири Баску из Француске.

## Земље учеснице
Учествовао је 27 такмичара из 17 земаља.
1. Белгија (1)
2. Белорусија (1)
3. Грчка (1)
4. Италија (3)
5. Кипар (1)
6. Мађарска (2)
7. Немачка (3)
8. Норвешка (1)
9. Пољска (2)
10. Русија (1)
11. Уједињено Краљевство (2)
12. Украјина (1)
13. Финска (1)
14. Француска (3)
15. Холандија (1)
16. Швајцарска (2)
17. Шпанија (1)

## Рекорди
| Рекорди пре почетка Европског првенства 2018. | Рекорди пре почетка Европског првенства 2018. | Рекорди пре почетка Европског првенства 2018. | Рекорди пре почетка Европског првенства 2018. | Рекорди пре почетка Европског првенства 2018. | Рекорди пре почетка Европског првенства 2018. |
| --------------------------------------------- | --------------------------------------------- | --------------------------------------------- | --------------------------------------------- | --------------------------------------------- | --------------------------------------------- |
| Олимпијски рекорди                            | Љу Сјанг                                      | Кина                                          | 12,91                                         | Атина, Грчка                                  | 27. август 2004.                              |
| Светски рекорд                                | Аријес Мерит                                  | Сједињене Државе                              | 12,80                                         | Брисел, Белгија                               | 7. септембар 2012.                            |
| Европски рекорд                               | Колин Џексон                                  | Велика Британија                              | 12,91                                         | Штутгарт, Немачка                             | 20. август 1993.                              |
| Рекорди Европских првенстава                  | Колин Џексон                                  | Велика Британија                              | 13,02                                         | Будимпешта, Мађарска                          | 22. август 1998.                              |
| Светски рекорд сезоне                         | Сергеј Шубенков                               | Русија                                        | 12,92                                         | Секешфехервар, Мађарска                       | 2. јул 2018.                                  |
| Европски рекорд сезоне                        | Сергеј Шубенков                               | Русија                                        | 12,92                                         | Секешфехервар, Мађарска                       | 2. јул 2018.                                  |

### Најбољи европски резултати у 2018. години
Десет најбољих европских тркача на 110 метара са препонама 2018. године до почетка такмичења (6. август 2018), имали су следећи пласман на европској и светској ранг листи. (СРЛ),
| 1.  | Сергеј Шубенков       | Русија           | 12,92 | 2. јул   | 1. СРЛ  |
| 2.  | Орландо Ортега        | Шпанија          | 13,17 | 12. мај  | 5. СРЛ  |
| 3.  | Паскал Мартино-Лагард | Француска        | 13,20 | 20. јул  | 6. СРЛ  |
| 4.  | Балаж Баји            | Мађарска         | 13,27 | 2. јул   | 10. СРЛ |
| 5.  | Ендру Поци            | Велика Британија | 13,29 | 9. април | 12. СРЛ |
| 6.  | Орел Манга            | Француска        | 13,31 | 30. јун  | 13. СРЛ |
| 7.  | Грегор Трабер         | Немачка          | 13,35 | 16. јун  | 19. СРЛ |
| 8.  | Милан Трајковић       | Кипар            | 13,36 | 9. април | 21. СРЛ |
| 9.  | Дамјан Чикјер         | Пољска           | 13,37 | 20. јул  | 24. СРЛ |
| 10. | Лудовик Пајен         | Француска        | 13,38 | 22. јул  | 27. СРЛ |

Такмичари чија су имена подебљана учествују на ЕП.

## Квалификациона норма
| 13,85 |

## Сатница
| Датум            | Време | Коло          |
| ---------------- | ----- | ------------- |
| 9. август 2018.  | 10:55 | Квалификације |
| 10. август 2018. | 19:10 | Полуфинале    |
| 10. август 2018. | 21:35 | Финале        |

## Освајачи медаља
| Освајачи медаља       |                 |                |  |  |  |  |
|                       |                 |                |  |  |  |  |
|                       |                 |                |  |  |  |  |
|                       |                 |                |  |  |  |  |
| Паскал Мартино-Лагард | Сергеј Шубенков | Орландо Ортега |  |  |  |  |

## Резултати

### Квалификације
Такмичење је одржано 9. августа 2018. године. У квалификацијама су учествовало 16 такмичара подељених у 2 групе. У полуфинале су се квалификовала прва 4 такмичара из сваке од групе (КВ) и 5 на основу постигнутог резултата (кв).,
Почетак такмичења: група 1 у 10:55, група 2 у 11:02.
Ветар: Група 1: +1,8 м/с, Група 2: +0,6 м/с.
| Место | Група | Стаза | Атлетичар            | Земља                | ЛР    | ЛРС   | Резултат | Белешка |
| ----- | ----- | ----- | -------------------- | -------------------- | ----- | ----- | -------- | ------- |
| 1.    | 1     | 6     | Паоло дал Молин      | Италија              | 13,47 | 13,54 | 13,40    | КВ, ЛР  |
| 2.    | 1     | 8     | Асане Фофана         | Италија              | 13,52 | 13,57 | 13,50    | КВ, ЛР  |
| 3.    | 2     | 5     | Ерик Балнувајт       | Немачка              | 13,44 | 13,52 | 13,55    | КВ      |
| 4.    | 1     | 7     | Кун Смет             | Холандија            | 13,53 | 13,53 | 13,61    | КВ      |
| 5.    | 1     | 6     | Гарфил Дарјен        | Француска            | 13,09 | 13,45 | 13,62    | КВ      |
| 6.    | 2     | 3     | Дејвид Кинг          | Уједињено Краљевство | 13,48 | 13,57 | 13,65    | КВ      |
| 7.    | 2     | 2     | Лоренцо Перини       | Италија              | 13,49 | 13,49 | 13,65    | КВ      |
| 8.    | 1     | 4     | Владимир Вукичевић   | Норвешка             | 13,54 | 13,58 | 13,67    | кв      |
| 9.    | 2     | 1     | Костадинос Дувалидис | Грчка                | 13,33 | 13,41 | 13,68    | КВ      |
| 10.   | 1     | 3     | Александер Јохн      | Немачка              | 13,35 | 13,44 | 13,69    | кв      |
| 11.   | 2     | 8     | Артур Нога           | Пољска               | 13,26 | 13,56 | 13,71    | кв      |
| 12.   | 2     | 6     | Елмо Лака            | Финска               | 13,67 | 13,67 | 13,75    | кв      |
| 13.   | 1     | 5     | Мајкл Обасуји        | Белгија              | 13,75 | 13,75 | 13,78    | кв      |
| 14.   | 1     | 1     | Артем Шаматрин       | Украјина             | 13,80 | 13,80 | 14,02    |         |
| 15.   | 2     | 7     | Балинт Селес         | Мађарска             | 13,93 | 13,93 | 14,07    |         |
| 16.   | 2     | 4     | Брајан Пења          | Швајцарска           | 13,73 | 13,74 | 14,50    |         |

Подебљани лични рекорди су и национални рекорди земље коју такмичарка представља

### Такмичари који су директно ушли у полуфинале
Према пропозицијама такмичења у квалификацијама не учествују тркачи који су 30.7.2018. године до 14:00 били на Европској ранг листи пласирани до 12 места, него се директно пласирају у полуфинале.
Према пропозиција ако међу првих 12 на ранг листи буде више такмичара из једне земље, могу учествовати само тројица.
| Место | Атлетичар             | Земља                | ЛР    | ЛРС   | ЕРЛ |
| ----- | --------------------- | -------------------- | ----- | ----- | --- |
| 1.    | Сергеј Шубенков       | Русија               | 12,92 | 12,92 | 1.  |
| 2.    | Орландо Ортега        | Шпанија              | 13,04 | 13,17 | 2.  |
| 3.    | Паскал Мартино-Лагард | Француска            | 12,95 | 13,20 | 3.  |
| 4.    | Балаж Баји            | Мађарска             | 13,15 | 13,27 | 4.  |
| 5.    | Ендру Поци            | Уједињено Краљевство | 13,14 | 13,29 | 5.  |
| 6.    | Орел Манга            | Француска            | 13,27 | 13,31 | 6.  |
| 7.    | Грегор Трабер         | Немачка              | 13,21 | 13,35 | 7.  |
| 8.    | Милан Трајковић       | Кипар                | 13,25 | 13,36 | 8.  |
| 9.    | Дамјан Чикјер         | Пољска               | 13,28 | 13,37 | 9.  |
| 10.   | Лудовик Пајен         | Француска            | 13,38 | 13,38 | 10. |
| 11.   | Џејсон Џозеф          | Швајцарска           | 13,39 | 13,39 | 11. |
| 12.   | Виталиј Паракхонка    | Белорусија           | 13,40 | 13,40 | 12. |

Подебљани лични рекорди су и национални рекорди земље коју такмичар представља

### Полуфинале
Такмичење је одржано 10. августа 2018. године. У полуфиналу су биле 3 групе. За финале су се квалификовала по прва двојица из група (КВ) и двојица на основу постигнутог резултата (кв).,
Почетак такмичења: група 1 у 19:10, група 2 у 19:17, група 3 у 19:24.
Ветар: Група 1: 0.0 м/с , Група 2: +0.8 м/с, Група 3: -0.1 м/с.
| Место | Група | Стаза | Атлетичар             | Земља                | Резултат | Белешка    |
| ----- | ----- | ----- | --------------------- | -------------------- | -------- | ---------- |
| 1.    | 2     | 6     | Орландо Ортега        | Шпанија              | 13,21    | КВ         |
| 2.    | 1     | 3     | Сергеј Шубенков       | Русија               | 13,24    | КВ         |
| 3.    | 1     | 4     | Грегор Трабер         | Немачка              | 13,26    | КВ, ЛРС    |
| 4.    | 2     | 3     | Ендру Поци            | Уједињено Краљевство | 13,28    | КВ, ЛРС    |
| 5.    | 3     | 3     | Паскал Мартино-Лагард | Француска            | 13,32    | КВ         |
| 6.    | 3     | 6     | Балаж Баји            | Мађарска             | 13,41    | КВ         |
| 7.    | 1     | 5     | Орел Манга            | Француска            | 13,45    | кв         |
| 8.    | 3     | 5     | Дамјан Чикјер         | Пољска               | 13,45    | кв         |
| 9.    | 2     | 7     | Гарфил Дарјен         | Француска            | 13,46    |            |
| 10.   | 3     | 7     | Лоренцо Перини        | Италија              | 13,50    |            |
| 11.   | 1     | 8     | Асане Фофана          | Италија              | 13,52    |            |
| 12.   | 3     | 4     | Џејсон Џозеф          | Швајцарска           | 13,53    |            |
| 13.   | 3     | 2     | Дејвид Кинг           | Уједињено Краљевство | 13,55    | ЛРС        |
| 14.   | 1     | 7     | Костадинос Дувалидис  | Грчка                | 13,56    |            |
| 15.   | 2     | 4     | Милан Трајковић       | Кипар                | 13,57    |            |
| 16.   | 3     | 8     | Ерик Балнувајт        | Немачка              | 13,59    |            |
| 17.   | 2     | 1     | Елмо Лака             | Финска               | 13,60    | ЛР         |
| 18.   | 2     | 2     | Паоло дал Молин       | Италија              | 13,61    |            |
| 19.   | 1     | 2     | Артур Нога            | Пољска               | 13,66    |            |
| 20.   | 1     | 6     | Виталиј Паракхонка    | Белорусија           | 13,69    |            |
| 21.   | 2     | 5     | Кун Смет              | Холандија            | 13,71    |            |
| 22.   | 3     | 1     | Владимир Вукичевић    | Норвешка             | 13,71    |            |
| 23.   | 1     | 1     | Мајкл Обасуји         | Белгија              | 13,78    |            |
| 24.   | 2     | 8     | Александер Јохн       | Немачка              | Диск.    | чл. 168.7. |

### Финале
Такмичење је одржано 10. августа 2018. године у 21:35.
Ветар: 0,0 м/с.
| Место | Стаза | Атлетичар             | Земља                | Резултат | Белешка |
| ----- | ----- | --------------------- | -------------------- | -------- | ------- |
|       | 4     | Паскал Мартино-Лагард | Француска            | 13,17    | ЛРС     |
|       | 5     | Сергеј Шубенков       | Русија               | 13,17    |         |
|       | 3     | Орландо Ортега        | Шпанија              | 13,34    |         |
| 4.    | 1     | Дамјан Чикјер         | Пољска               | 13,38    |         |
| 5.    | 6     | Грегор Трабер         | Немачка              | 13,46    |         |
| 6.    | 8     | Ендру Поци            | Уједињено Краљевство | 13,48    |         |
| 7.    | 2     | Орел Манга            | Француска            | 13,51    |         |
| 8.    | 7     | Балаж Баји            | Мађарска             | 13,55    |         |